# 長順

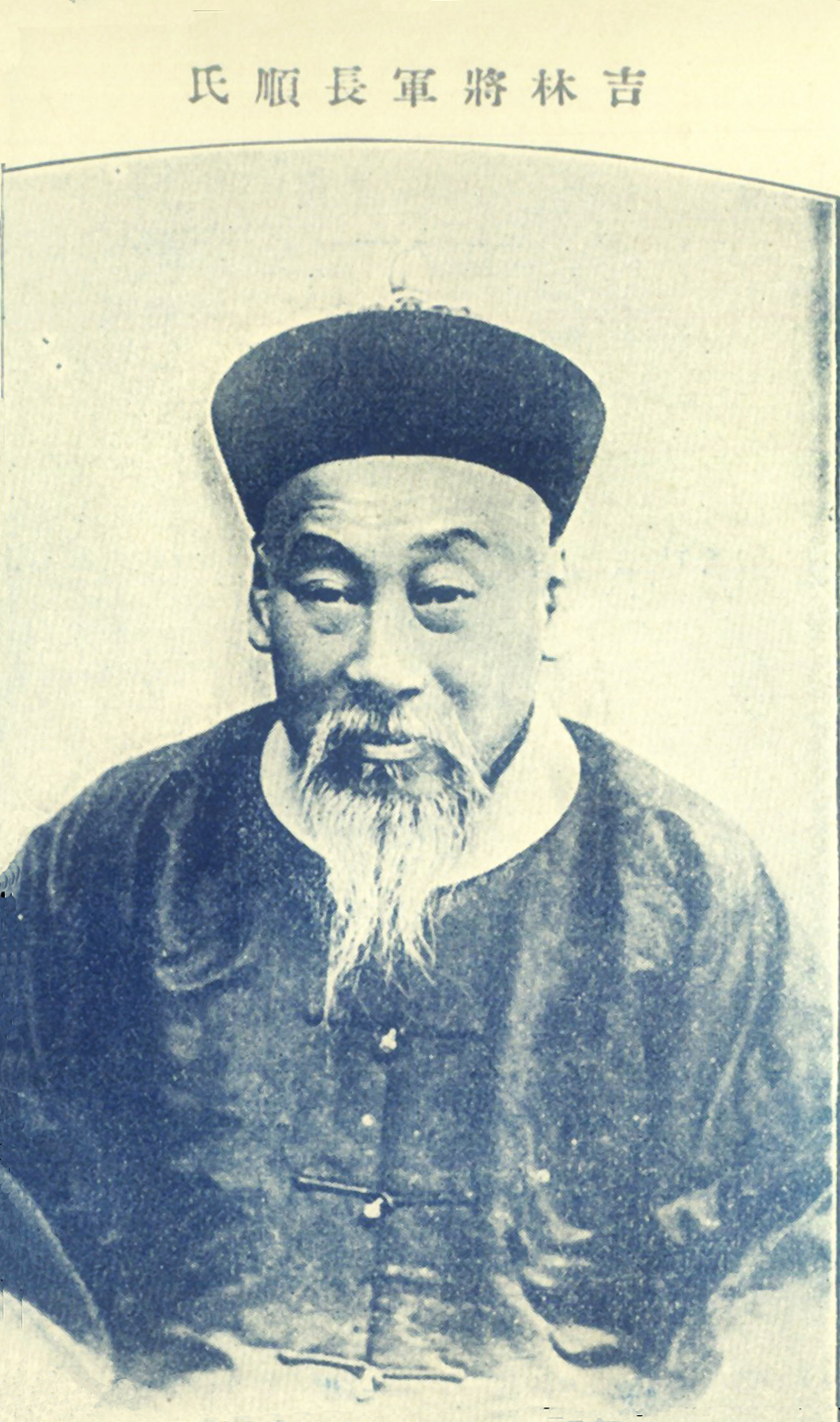
長順

長順（ちょうじゅん、チャンシュウェン、満洲語: ᠴᠠᠩᡧᡠᠸᡝᠨ、転写：cangšuwen、Zhangshun、1839年 ‐ 1904年）は、清の軍人・官僚。字は鶴汀。
満州正白旗人。ダフル・ゴベイル氏（Dahūr Gobeir hala、達呼里郭貝爾氏）。ブトハ出身。藍翎侍衛となり、アロー戦争中に咸豊帝が熱河に逃亡すると、それに随行した。馬賊が朝陽を陥落させると、大学士の文祥（ウェンシャン）に従って討伐にあたった。
ついで勝保に従って捻軍との戦いにあたり、直隷省・山東省・安徽省・河南省を転戦し、咸豊11年（1862年）に潁州の包囲を解いた功で二等侍衛に昇進した。
その後、ドロンガ（多隆阿）に従って回民蜂起軍との戦いにあたり、同治3年（1864年）には寧夏を攻略して副都統に昇進した。同治6年（1867年）から蘭州に軍を移し、回民軍をしばしば打ち破った。同治8年（1869年）に鑲紅旗漢軍副都統となり、同治11年（1872年）にウリヤスタイ将軍となった。光緒2年（1876年）からバルクル・クムルで大臣を務めた。その後、正白旗漢軍都統や内大臣を歴任し、光緒14年（1888年）に吉林将軍に就任した。
光緒20年（1894年）に日清戦争が始まると、黒竜江将軍のイクタンガ（依克唐阿）とともに援軍に赴き、日本軍に占領された海城を包囲したが、奪回に失敗した。戦争終結後、病を理由に故郷に帰ったが、光緒25年（1899年）に再び吉林将軍に起用された。翌年、義和団の乱に際して、ロシアが東三省に進攻すると、奉天・黒竜江は主戦論を唱えたが、長順は和平論を唱えたため、吉林のみ戦火を免れることができた。光緒30年（1904年）に日露戦争が発生すると、中立の態度を維持した。
死後、太子少保と忠靖の諡号が贈られた。